# 七里岗乡
七里岗乡，是中国江西省抚州市临川区所辖的一个乡。

## 行政区划
七里岗乡下辖以下村级行政区划单位
万兴村、港东村、水溪村、上塘村、雷溪村、戴东村、封溪村、东岗村、流源村、湖墓村、山口村、杨源村、新殿村、水口村和菩峰村。